# キラ・イワノワ
キラ・ヴァレンティノヴナ・イワノワ（Kira Valentinovna Ivanova, ロシア文字：Ки́ра Валенти́новна Ивано́ва, 1963年1月10日 - 2001年12月21日）は、旧ソビエト連邦出身の女性フィギュアスケート選手。1984年サラエボオリンピック女子シングル銅メダリスト。1985年世界フィギュアスケート選手権東京大会女子シングル銀メダリスト。規定が得意であったため、「コンパルソリーの女王（queen of compulsory figures）」と称された。

## 経歴
インスブルックオリンピック男子シングル銀メダリストのウラジミール・コバリョフに師事。1978年世界ジュニアフィギュアスケート選手権で2位となり、同世代のエレーナ・ボドレゾワが怪我に悩まされるようになってからはソ連フィギュアスケート界期待の星となった。1980年レークプラシッドオリンピックに出場し16位となった。1981年の世界フィギュアスケート選手権では規定で13位だったがショートプログラム、フリーで4位に入った。1982年秋には3回転-3回転のコンビネーションジャンプを決めた。イワノワは競技以外でも話題を振りまき17歳の時には当時20台後半だったコバリョフコーチとの仲が取りざたされた。このためソビエトスケート連盟はイワノワを1981-82年から2シーズン国際大会出場停止処分を下したが、処分明けの1984年サラエボオリンピックで銅メダルを獲得。このメダルは、ソビエト連邦の女子シングル選手が獲得した唯一のオリンピックメダルとなった。1985年の世界選手権では2位に入り、1988年カルガリーオリンピックでは規定で1位となったもののショートプログラム、フリーで失敗し7位に終わった。オリンピック後に競技生活から引退しアイスショーへの出演やコーチを行うようになった。
2001年12月21日、イワノワは自宅アパートで肉切り包丁で刺されて亡くなっているのが隣人によって発見された。イワノワの死後、ロシアフィギュアスケート協会のチェアマンはイワノワがアルコール使用障害にかかっていたことを明らかにした。

## 主な戦績
| 大会/年        | 77-78 | 78-79 | 79-80 | 80-81 | 81-82 | 82-83 | 83-84 | 84-85 | 85-86 | 86-87 | 87-88 |
| -------------- | ----- | ----- | ----- | ----- | ----- | ----- | ----- | ----- | ----- | ----- | ----- |
| オリンピック   |       |       | 16    |       |       |       | 3     |       |       |       | 7     |
| 世界選手権     |       | 18    |       | 12    |       |       | 4     | 2     | 4     | 5     |       |
| 欧州選手権     |       | 10    | 11    | 7     |       |       | 4     | 2     | 2     | 2     | 2     |
| モスクワ国際   |       | 2     | 1     |       | 2     | 1     | 1     | 1     |       | 1     |       |
| スケートカナダ |       | ?     |       |       | 3     |       |       |       |       |       |       |
| 世界Jr.選手権  | 2     |       |       |       |       |       |       |       |       |       |       |
| ソビエト選手権 | 2 J   | 1     |       | 1     |       | 失格  |       | 2     | 2     | 2     | 1     |